# إثميا ذات سبع نقط
إثميا ذات سبع نقط (الاسم العلمي:Ethmia septempunctata) هي نوع من الحشرات تتبع جنس الإثميا من فصيلة الألاشستيات.